# Salvador Bará Temes
Salvador Bará Temes (Pontevedra, 6 de agosto de 1930- Pontevedra, 19 de agosto de 2023 ) Doctor en Ciencias Químicas, matemático, profesor e investigador gallego especialista en suelos forestales y en el eucalipto en Galicia. Fue asesor, en temas forestales, de la Junta de Galicia, de la CEE y la FAO.

## Biografía
Estudia Ciencias Químicas en la Universidad de Granada y termina en la Universidad de Santiago donde obtiene el Grado de Doctor en 1967. Sus primeros trabajos de investigación sobre suelos forestales de Galicia los realiza en la Misión Biológica de Galicia y en el Centro Forestal de Lourizán, perteneciente al  INIA (en la actualidad Centro de Investigaciones Forestales de la Junta de Galicia). Su actividad investigadora se centra en estudios sobre el Impacto del fuego en masas forestales y su regeneración, Métodos electrométricos y bioquímicos para determinar el estado fisiológicos de las especies forestales, estudios comparativos sobre el pino, el eucalipto y el roble, y sobre el suelo forestal de Galicia. Miembro, en 1990, de la comisión de la CEE, sobre European Network on Soil Fertlisatión and Conservation: Assessment study of organic fertilisers, predidida por el Dr. Giuliano Grassi, asesor de la FAO en 1995 y de la Junta de Galicia como vocal en la Comisión Asesora de la Investigación Agraria.
Ha publicado cerca de mil artículos, informes, ha dado cursos y conferencias a lo largo de más de cuarenta años. En relación con su actividad investigadora ha desarrollado dos patentes. Entre sus distinciones destacan la de Comendador de la Orden Civil del Mérito Agrícola en 1975 y el tercer premio de Investigación Nacional en 1983.

## Vida privada
Hijo de Modesto Bará Álvarez, periodista y defensor de la teoría del Cristóbal Colón gallego, e Irene Temes Diéguez. Se casó con Milagros Viñas Quiroga sobrina del violinista pontevedrés Manuel Quiroga Losada. Desde 1956 mantiene en activo el indicativo de radioaficionado EA1GF.

## Libros
- Efectos Ecológicos del Eucaliptus Globulus en Galicia: Estudio comparativo con Pinus Pinaster y Quercus Robur (INIA, 1985.) ISBN 84-47498-223-5
- Fertlización Forestal (Junta de Galicia, 1986 y 1990) ISBN 84-453-0223-X
- Métodos Biofísicos para establecer el estado Fisiológico de Especies Forestales (INIA nº56, 1990) ISBN 84-47498-365-7
- Métodos Eléctricos para o estudio das árbores e plantas (Junta de Galicia, 1994). ISBN 84-453-1106-9

## Patentes
- Fertilizante en pastillas para uso forestal. PATENTE Nº 4894463
- Medidor de savia en el xilema de ramas aisladas.